# Ossessione amorosa
Ossessione amorosa (By Love Possessed) è un film del 1961 diretto da John Sturges.